# Northern Extended Millimeter Array
Il NOrthern Extended Millimeter Array (NOEMA) è un interferometro millimetrico situato sulle Alpi francesi, costituito da 12 radiotelescopi del diametro di 15 m. Il NOEMA è il progetto franco-tedesco di espansione dell'Interferometro del Plateau du Bure, in uso dal 1988 e costituito da 6 antenne. Per il nuovo interferometro sono state aggiunte altre 6 parabole, la prima delle quali nel 2014, con l'entrata in uso che era prevista per la fine del 2019 e con un costo totale stimato di €45 milioni. Pienamente operativo da ottobre 2022, NOEMA è il più sensibile dell'emisfero settentrionale, e il secondo al mondo dopo ALMA.. Il progetto fa anche parte del più grande Event Horizon Telescope, che nell'aprile 2019 ha pubblicato la prima foto di un buco nero: M87.